# Гранат Володимир Васильович
Володи́мир Васи́льович Грана́т (рос. Владимир Васильевич Гранат, нар. 22 травня 1987 року, Улан-Уде, РРФСР) — російський футболіст, що грає на позиції лівого та центрального захисника. Захищає кольори «Рубіна» та національної збірної Росії.

## Клубна кар'єра
Володимир Гранат народився в Улан-Уде. Вихованець футбольної школи «Локомотив» (Улан-Уде) та ФК «Зірка» (Іркутськ). У складі «Зірки» дебютував на професійному рівні у 2004 році, провівши п'ять поєдинків у зоні «Схід» другого дивізіону Росії.
З 2005 року грав за дубль московського «Динамо», не потрапивши за два сезони до основного складу першої команди жодного разу. У 2006 році керівництво клубу ухвалило рішення віддати Граната в оренду ФК «Сибір» (Новосибірськ), що виступав у першому дивізіоні. Провівши у складі нового клубу сім матчів, Володимир знову повернувся у Москву.

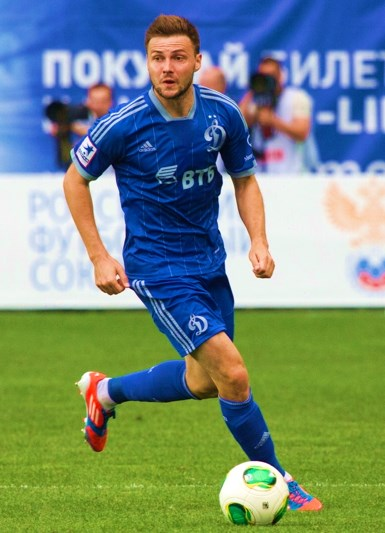
Володимир Гранат під час виступів за «Динамо». 4 серпня 2013 року.

Протягом сезону 2007 став одним з основних захисників «Динамо», провівши 27 матчів у Чемпіонаті Росії, однак у наступному році потрапляв до основи вкрай рідко. Втім, подолавши усі труднощі, молодий захисник повернув собі місце у складі команди та привернув до себе увагу тренерів збірної Росії.
У 2013 році Володимир був призначений капітан «біло-блакитних», проте в жовтні 2014 року захисник був переведений у дубль команди. А оскільки до цього моменту у Граната закінчувався контракт з «Динамо», який москвичі продовжувати не хотіли, то до нього почали проявляти інтерес російські клуби, а його агент почав підшукувати гравцеві клуб в Італії. Взимку 2015 року Гранат не з'явився ні на одному зборі «Динамо» і міг залишитися без ігрової практики до закінчення контракту влітку 2015 року, однак у останній день зимового трансферного вікна" перейшов на правах оренди до кінця сезону 2014/15 в «Ростов», хоча і там не провів жодного матчу.
3 березня 2015 року московський «Спартак» оголосив про перехід Граната в команду після закінчення сезону 2014/15 на правах вільного агента, контракт розрахований до липня 2019 року.. У московському «Спартаку» виступи гравця не склалися: спочатку Гранат відновлювався після травми і відсутності ігрової практики, а потім, на якийсь час закріпившись в основному складі, втратив довіру головного тренера Дмитра Алєнічева і був виставлений на трансфер по закінченні сезону 2015/16. З початком сезону 2016/17 Гранат був заявлений у ФНЛ за «Спартак-2» і провів за команду кілька ігор, в одній з яких, проти свого колишнього клубу — московського «Динамо» — відзначився голом. 
31 серпня 2016 року, незважаючи на своє бажання повернутися в основний склад «Спартака» після відставки Аленічева, в останній день літнього трансферного вікна, Володимир, поряд з двома іншими спартаківцями Павлом Яковлєвим і Сергієм Паршивлюком, залишив клуб за згодою сторін. У той же день стало відомо, що Гранат підписав контракт з футбольним клубом «Ростов». У березні 2017 року, в матч Ліги Європи проти «Манчестер Юнайтед», отримав перелом ключиці і вибув до кінця сезону.
У червні 2017 року перейшов в «Рубін».

## Виступи у збірній
Володимира Граната залучали до матчів юнацької та молодіжної збірної Росії. У складі останньої він провів 10 поєдинків та жодного разу не засмутив голкіперів суперників.
19 серпня 2011 року Володимира вперше було викликано до лав другої збірної Росії з футболу на матч проти олімпійської збірної Білорусі, що носив неофіційний характер.
11 травня 2012 року головний тренер збірної Росії Дік Адвокат оприлюднив розширений список футболістів, що готуватимуться до Євро-2012, до якого потрапив і Володимир Гранат, проте на поле на турнірі так і не вийшов.
6 вересня 2013 року дебютував у складі національної збірної у відбірковому матчі ЧС-2014 проти Люксембургу, відіграв весь матч (перемога 4:1). На самому «мундіалі» Гранат знову потрапив у заявку, але на поле не виходив.
3 вересня 2014 року забив перший гол за збірну після передачі Олександра Самедова у товариському матчі проти збірної Азербайджану (4:0).
3 червня 2018 року був включений в заявку збірної для участі в домашньому чемпіонаті світу 2018 року.

## Статистика виступів

### Статистика виступів за збірну
| Дата       | Місто         | Господарі  | Результат | Гості          | Турнір            | Голи | Примітки |
| ---------- | ------------- | ---------- | --------- | -------------- | ----------------- | ---- | -------- |
| 6-9-2013   | Казань        | Росія      | 4 – 1     | Люксембург     | Відбір до ЧС 2014 | -    |          |
| 11-10-2013 | Люксембург    | Люксембург | 0 – 1     | Росія          | Відбір до ЧС 2014 | -    |          |
| 15-11-2013 | Дубай (місто) | Росія      | 1 – 1     | Сербія         | товариський матч  | -    |          |
| 11-19-2013 | Дубай (місто) | Росія      | 2 – 1     | Південна Корея | товариський матч  | -    | 61'      |
| 6-6-2014   | Москва        | Росія      | 2 – 0     | Марокко        | товариський матч  | -    | 46'      |
| 3-9-2014   | Хімки         | Росія      | 4 – 0     | Азербайджан    | товариський матч  | 1    | 46'      |
| 9-10-2014  | Стокгольм     | Швеція     | 1 – 1     | Росія          | Відбір до ЧЄ 2016 | -    | 88'      |
| 12-10-2014 | Москва        | Росія      | 1 – 1     | Молдова        | Відбір до ЧЄ 2016 | -    |          |
| 18-11-2014 | Будапешт      | Угорщина   | 1 – 2     | Росія          | товариський матч  | -    | 71'      |
| Усього     |               | Матчів     | 9         |                | Голів             | 1    |          |

## Досягнення
Командні трофеї
- Бронзовий призер чемпіонату Росії (2008)
- Фіналіст Кубка Росії (2012)

## Цікаві факти
- У травні 2012 року Володимир Гранат відзначився не лише футбольними здобутками, а й благочинністю. Футболіст витратив 195 тисяч рублів на придбання ліків для вакцинації дітей від пневмонії[17].